# Villa Felicidad
Villa Felicidad és una entitat de població (castellà: caserío) de l'Uruguai ubicada al sud-oest del departament de Canelones. Es troba sobre el km 33 de la ruta 5, 3 km al nord-oest de Progreso.

## Població
Segons les dades del cens de l'any 2004, Villa Felicidad tenia 1.238 habitants.
| Any  | Població |
| ---- | -------- |
| 1963 | 376      |
| 1975 | 567      |
| 1985 | 649      |
| 1996 | 791      |
| 2004 | 1.238    |
| 2011 | 1.344    |

Font: Institut Nacional d'Estadística de l'Uruguai